# John Charles Molteno
John Charles Molteno (5 juin 1814 - 1er septembre 1886) était un négociant et un politicien ; ce fut le premier Premier ministre de la colonie du Cap.

## Jeunesse
Né à Londres dans une grande famille anglo-italienne, Molteno émigre en 1831, à l'âge de 17 ans, au Cap , où il trouve du travail comme assistant à la bibliothèque publique de la ville. À 23 ans, il fonde Molteno & Co., une société de négoce qui exporte du vin, de la laine et de l'aloès vers Maurice et les Antilles et ouvre des succursales autour du Cap.
En 1841, il entreprend la première exportation expérimentale de fruits en Afrique australe, chargeant un navire de fruits variés (nécessairement séchés, car aucun système de réfrigération n'existait encore) et envoya la cargaison en Australie pour tester les marchés étrangers. Cependant, le navire est détruit par une tempête et cet investissement malheureux l'amène à deux doigts de la faillite. Il se départ alors de son négoce et achète un terrain dans la région aride de Beaufort, où il élève des moutons mérinos. C'est un succès et il se lance à nouveau dans de nombreuses affaires ; il fonde notamment la première banque de la région Alport & Co. , à Beaufort West .
Dans la ville du Cap, il fait la connaissance de Maria, une jeune femme noire, qui est la fille d'un collègue marchand. Ils se marient et s'installent à Beaufort. Cependant, son épouse et leur premier enfant meurent durant l'accouchement. Molteno quitte alors son domaine et rejoint un kommando boer. Il prendre ainsi part à la guerre d'Amatola de 1846-1847, , une guerre qui se termine par l'annexion des territoires Xhosa par l'empire britannique.

## Carrière politique

### La lutte pour un gouvernement responsable
L’économie du Cap est en récession au début des années 1860 lorsque Molteno revient au Cap, se remarie et achète une maison à Claremont, en bordure de la ville.
En 1853, la colonie du Cap obtient l'autonomie législative. En 1854, Molteno est élu au premier parlement de la colonie du Cap, pour représenter Beaufort. Il a cependant d'autres ambitions et va jouer un rôle de premier plan pour permettre à la colonie du Cap d'avoir davantage d'indépendance politique par rapport à la métropole et accéder, tout comme le Canada en 1848 et la Nouvelle-Zélande en 1856, au statut de gouvernement responsable.
Bien que disposant de son propre parlement, le pouvoir exécutif est en effet alors détenu par le gouverneur britannique, nommé par Londres et devant rendre des comptes directement auprès de la Couronne britannique et non auprès du parlement de la colonie du Cap. Depuis son implication dans la guerre d'Amatola, Molteno considère que la puissance impériale se comporte de manière incompétente et injuste en Afrique australe. Il défend l'idée que seul le système du gouvernement responsable  - qui octroie à une colonie certaines compétences en matière de  pouvoir exécutif et permet au parlement local de demander des comptes à cette entité - est en mesure de servir les intérêts de la colonie du Cap.
Au fil des ans, son mouvement en faveur du gouvernement responsable prend de l'ampleur  et finit par dominer le parlement et la politique du Cap. Dans les années 1860, le gouverneur britannique Edmond Wodehouse tente à plusieurs reprises de démanteler les quelques corps élus du Cap afin de concentrer le pouvoir en ses mains. Molteno mène la lutte contre ces mesures, notamment en utilisant le levier financier du parlement : refusant d'allouer les sommes nécessaires au gouverneur et à son administration, il le force à se plier à ses volontés. En 1870, politiquement défait, le gouverneur Wodehouse est rappelé à Londres. Le nouveau gouverneur, Sir Henry Barkly, consent lui à ce que soit votée une loi qui place le gouvernement de la colonie du Cap sous contrôle local pour la première fois. En 1872, la colonie du Cap obtient ainsi le statut de gouvernement responsable.
Après avoir proposé le poste à Paul Solomon et William Porter, qui tous deux refusent, Molteno accepte d'occuper la nouvelle fonction de Premier ministre de la colonie du Cap.

### Le gouvernement de Molteno

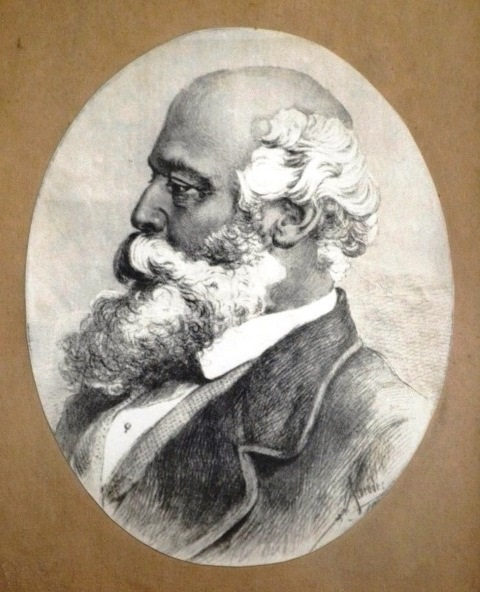
John Charles Molteno - années 1860

Molteno a commencé son mandat de Premier ministre en réorganisant les finances de la colonie du Cap. L'un des premiers actes de son gouvernement fut d'abolir la taxe à la maison controversée (loi 11 de 1872). Il a utilisé les nouveaux revenus générés par les industries du diamant et de la plume d' autruche pour payer les dettes accumulées de la colonie du Cap et investir considérablement dans les infrastructures, notamment dans un système télégraphique et un ambitieux programme de construction de chemins de fer. Il a également soutenu la reprise du secteur agricole, notamment à travers de vastes travaux d'irrigation. L'économie de la colonie se redresse alors, les nouveaux infrastructures maritimes ayant contribué à l'essor des exportations, générant des excédents budgétaires à la fin de son mandat. La colonie du Cap devient prospère.
En 1877, la neuvième guerre cafre éclate et aboutit à l'annexion des derniers territoires xhosa à la colonie du Cap. La Grande-Bretagne proclame l'annexion du Transvaal, une république boer reconnue indépendante par les Britanniques en 1852 par la Convention de Sand River. Durant ce conflit, Molteno s'oppose à ce que Londres envoie des troupes impériales. A la place, il déploie des kommandos boers ainsi que des combattants Thembu et Mfengu.
C'est également sous son gouvernement qu'a été fondée l'Université du Cap de Bonne-Espérance et le Victoria College (lequel deviendra plus tard l'Université de Stellenbosch ). En 1874, il établit un système de subventions publiques pour la construction de bibliothèques dans les villes et les villages du pays.
Son mandat se caractérise par sa forte opposition à l'ingérence impériale dans les affaires du Cap, par exemple, annulant une tentative d'incorporer de force Griqualand West et s'opposant au déploiement ultérieur de Frere des troupes impériales contre les Xhosa.
Le système de gouvernement responsable institué par Molteno a conservé le système traditionnel de franchise non raciale du Cap - par lequel toutes les races pouvaient voter, contrairement à la situation dans le reste de l'Afrique australe.

### Opposition au projet de Confédération

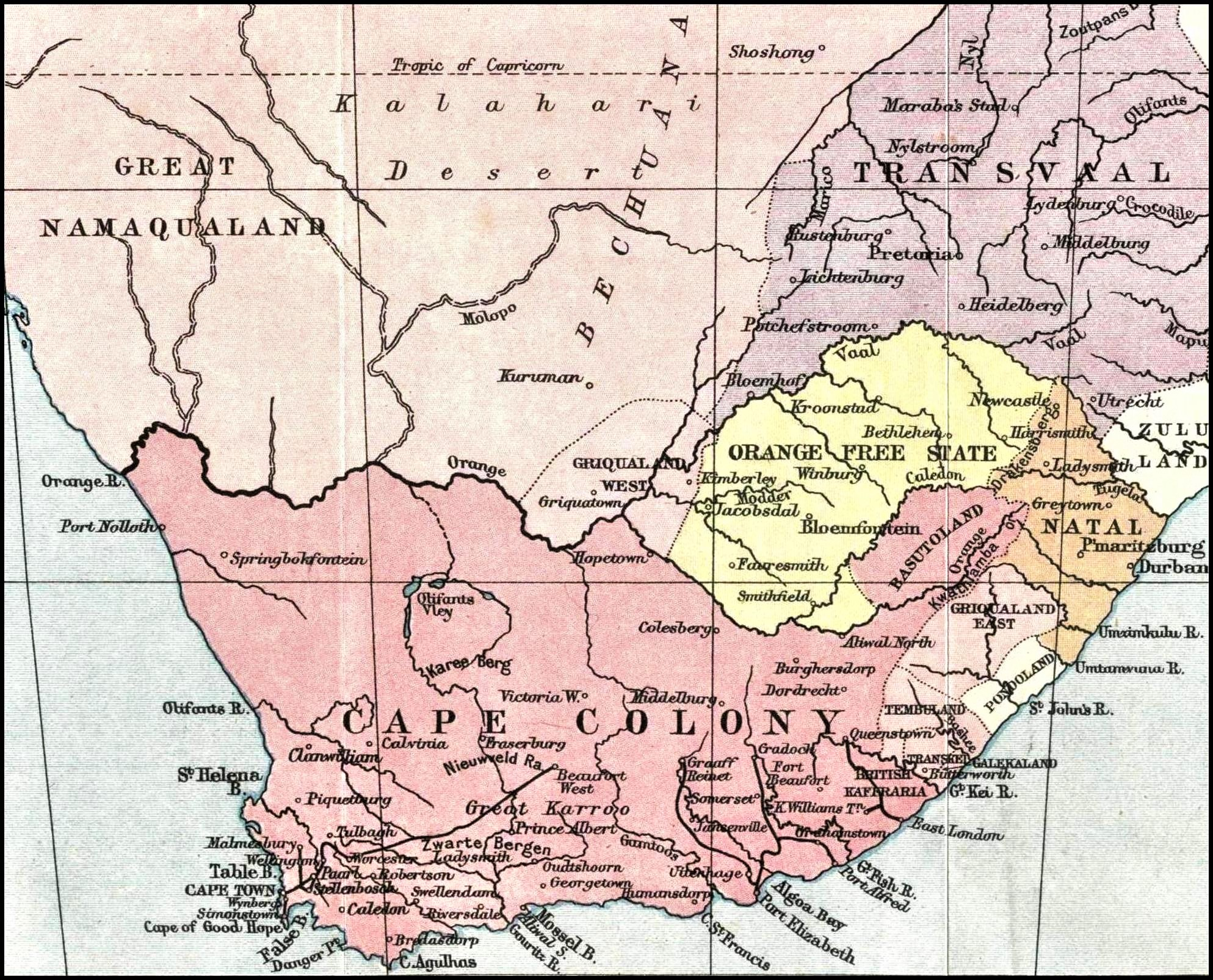
La colonie du Cap en 1878, à la veille des guerres de la Confédération.

En 1874, Lord Carnarvon devient secrétaire d’État aux colonies et promeut un plan visant à faire entrer tous les territoires d'Afrique australe sous la domination de l'empire britannique et de les réunir dans une confédération.
Le gouvernement de Molteno s'oppose frontalement à cette politique et les relations avec son gouvernement et le secrétariat d'État aux colonies se dégradent. Molteno fait valoir que « les propositions de confédération devraient émaner des communautés impactées et ne pas leur être imposées de l'extérieur  ».    Selon lui, l'ensemble du projet venait à un moment particulièrement mal choisi. Il craignait en effet que l'imposition d'une confédération déséquilibrée provoque une immense instabilité alors que la région était encore traversées de vives tensions à la suite de l'annexion du Griqualand Ouest par l'empire britannique.
Le gouvernement de Molteno transmet également à Londres sa préoccupation en ce qui concerne la sauvegarde de la franchise électorale du Cap, l les républiques boers privant la population africaine de toute citoyenneté. En cas d'union, Molteno est d'avis que c'est aux républiques boers d'octroyer des droits aux populations africaines sur le modèle de la franchise électorale du Cap et qu'aucun compromis à ce sujet ne peut être légitime.
Faisant fi des recommandations de Molteno, la Couronne britannique décide de poursuivre son projet de confédération. Le gouverneur Henry Barkly est limogé et est remplacé par Henry Bartle Frere, qui arrive au Cap en mars 1877 avec comme ordre de mission de réaliser cette confédération. Frere décrète la dissolution du gouvernement du Cap le 3 février 1878, démet Molteno de ses fonctions et nomme Sir Gordon Sprigg premier Ministre. Comme prédit par Molteno, le projet de confédération embrase la région : les conflits avec les Xhosa, les Pedi, les Basotho et les Zoulous sont ravivés et dégénèrent en guerres, la région du Transvaal connaît de fortes tensions, posant les prémices de la première guerre des Boers. En 1880, le gouverneur Frere est rappelé à Londres.

### Retraite et honneurs
Molteno a été invité à plusieurs reprises à former un gouvernement, mais alors proche de la septantaine, il refuse et décide de contribuer à faire nommer Thomas Charles Scanlen comme son successeur au poste de premier ministre. Son dernier engagement politique a consisté à conseiller le ministre Scanlen en tant que secrétaire aux Colonies, avant de se retirer totalement de la vie politique.
Son héritage réside dans le système de responsabilité gouvernementale et parlementaire responsable qu'il a établi. Molteno ne se considérait pas comme un libéral, préférant se voir simplement comme un pragmatique. Cependant, en tant que partisan précoce de la démocratie multiraciale, il s'inscrit dans la tradition libérale du Cap.
Il a été anobli par la reine Victoria en 1882.
Molteno s'est marié trois fois et a eu dix-neuf enfants au total, dont Elizabeth Maria Molteno, connue pour son engagement en faveur du suffrage féminin.
John Charles Molteno est décédé le 1er septembre 1886 et a été enterré à Claremont, une localité près de la ville du Cap.
La ville de Molteno, dans les monts Stormberg en Afrique du Sud, fut nommée ainsi en son honneur, ainsi que le col de Molteno.